# Tuojiangosaurus multispinus
Tuojiangosaurus multispinus es la única especie conocida del género extinto Tuojiangosaurus (lat. "reptil de Tuojiang") de dinosaurio tireóforo estegosáurido, que vivió a finales del período Jurásico, hace aproximadamente 160 millones de años, en el Oxfordiense, en lo que hoy es Asia. 

## Descripción
Tuojiangosaurus era bastante semejante al Stegosaurus en su aspecto y en sus hábitos alimenticios. Tuojiangosaurus era un gran estegosaurio, que alcanzaba los 6,5 metros de largo y 2,8 toneladas métricas de masa corporal. Tuojiangosaurus es el mejor conocido de los estegosáuridos chinos. En 1977, Dong proporcionó un diagnóstico, pero este consistió en gran parte en rasgos compartidos con otros estegosáuridos. En 1990, Peter Malcolm Galton señaló una autapomorfía, las espinas de las vértebras de la base de la cola poseen espinas con faldones óseos que van desde su frente hacia los lados.

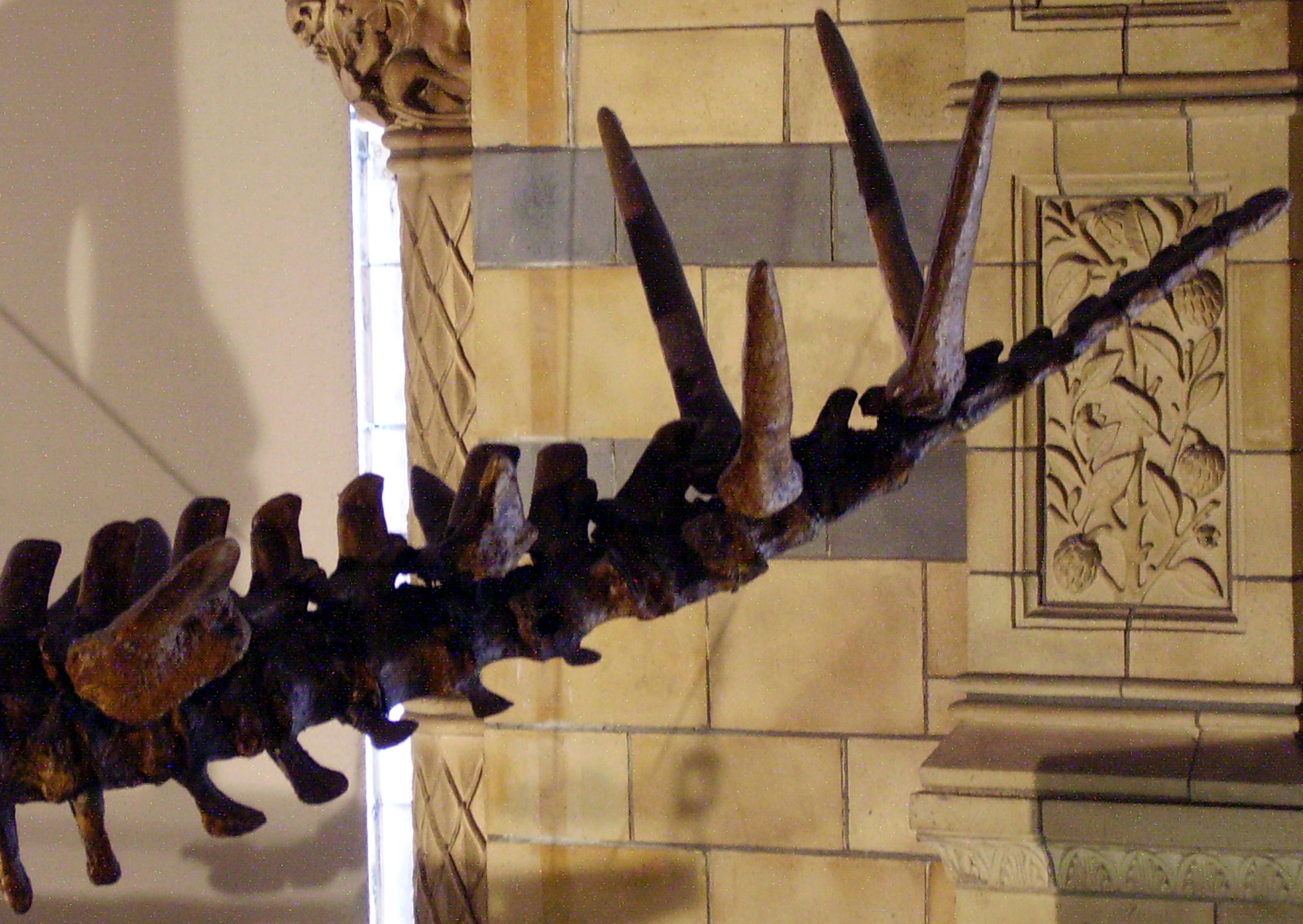
Extremo de la cola de un Tuojiangosaurus.

Tenía quince pares de placas puntiagudas y estrechas a lo largo del dorso, desde el cuello hasta el extremo superior de la cola. Las placas más largas crecían sobre sus caderas. En el extremo de su corta cola tenía dos pares de afiladas y largas espinas, una característica también del Stegosaurus. Como Kentrosaurus, Tuojiangosaurus tenía dos filas de placas a lo largo de la espalda, que llegaron a ser más alta sobre la región de la cadera. También tenía dos púas a cada lado del extremo de la cola, insertadas aproximadamente a 45 grados.  Todas las placas tienen una sección central engrosada, como si fueran espigas modificadas. Dong estimó que había alrededor de diecisiete pares de placas y púas. Tuojiangosaurus tenía al menos dos puntas bastante robustas que apuntaban hacia afuera a cada lado del extremo de la cola, en un ángulo de aproximadamente 45 grados con respecto a la vertical. En stegosauridae, esta disposición de picos se conoce cariñosamente como "thagomizer". Dong pensó que era posible que hubiera cuatro pares de púas. Paul, basándose en el espécimen CV 00208 de "Chungkingosaurus", interpretó el thagomizer como una "matriz de alfiletero", con dos pares verticales de púas gruesas y un tercer par de púas estrechas que apuntan hacia atrás.
Tuojiangosaurus tiene la cabeza estrecha y baja típica, el cuerpo voluminoso y los dientes bajos de otros estegosáuridos. Las extremidades, especialmente los brazos, son bastante cortas. Hay al menos veinticinco dientes dentarios. Los dientes tienen una base gruesa, cíngulo , que se fusionan en el interior en una cresta mediana vertical triangular. Las vértebras dorsales tienen arcos neurales altos. El omóplato tiene un acromion rectangular.
Al carecer de las altas espinas dorsales para la inserción de músculos encontrado en las vértebras del Stegosaurus, probablemente no podía alzarse sobre sus piernas traseras. Esto sugiere que habría comido la vegetación baja, cercana del suelo.

## Descubrimiento e investigación
En 1974, durante la construcción de la presa de Wujiaba en Zigong, Sichuan, se encontraron los restos de un estegosáurido. Recobrado de la porción superior de la Formación Shangshaximiao en la provincia de Sichuan China. La especie tipo y única conocida T. multispinus fue nombrado en 1977, exactamente 100 años después de Stegosaurus, por Othniel Charles Marsh, a partir de dos ejemplares, por Dong Zhiming , Zhou Shiwu , Li Xuanmin y Chang Yijong. El nombre genérico se deriva del río, jiāng, Tuo . El nombre específico se deriva del latín multus , "muchos", y spina, "columna vertebral".

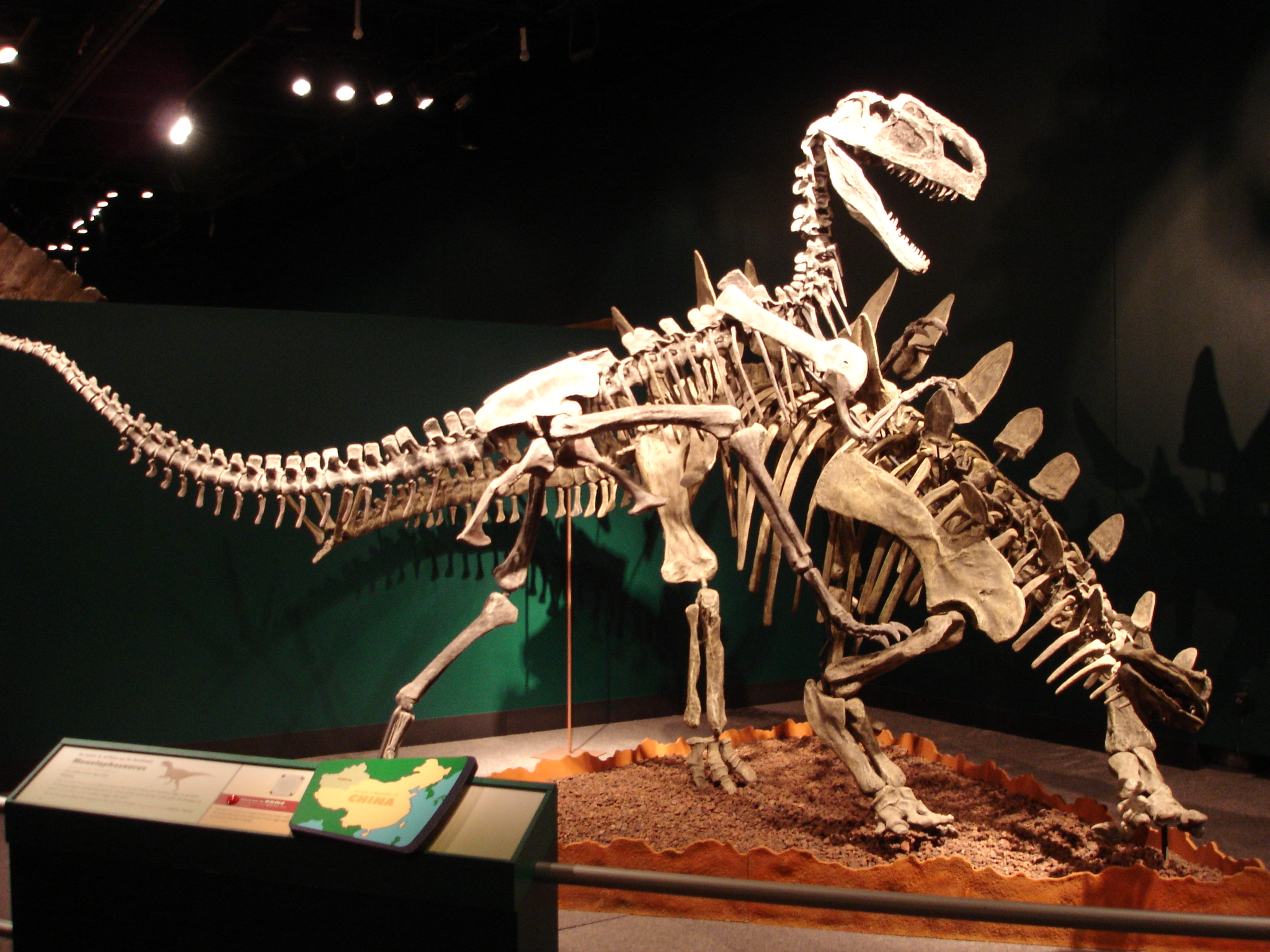
Representación de un ataque.

El holotipo , CV 209, se encontró en una capa de la Formación Superior Shaximiao, que data del Oxfordiense al Kimmeridgiense. Consiste en un esqueleto bastante completo que, sin embargo, carece de partes del cráneo, la mandíbula inferior, la cola y las extremidades. En 1977, representó el esqueleto de estegosáurido más completo encontrado en Asia. El paratipo fue el espécimen CV 210, un sacro. Posteriormente, se ha remitido más material, incluidos los juveniles. Esto complementó el holotipo con elementos del cráneo, especialmente la caja craneana y las mandíbulas inferiores.Dong Zhiming (1992). Dinosaurian Faunas of China. China Ocean Press, Beijing. ISBN 3-540-52084-8.
Un esqueleto montado de Tuojiangosaurus multispinus está en exhibición en el Museo Municipal de Chongqing. Además, un molde montado se exhibe en el Museo de Historia Natural de Londres. Otra montura se exhibe en el Museo de Historia Natural de Beijing en un conflicto con Yangchuanosaurus. Un molde del esqueleto de dinosaurio fosilizado original, encontrado en Wujiaba Quarry 1977, también está en exhibición en el Museo Bolton , Reino Unido. Tuojiangosaurus también aparece en el especial de National Geographic Channel Dinosaurios Bizarros. 

## Clasificación

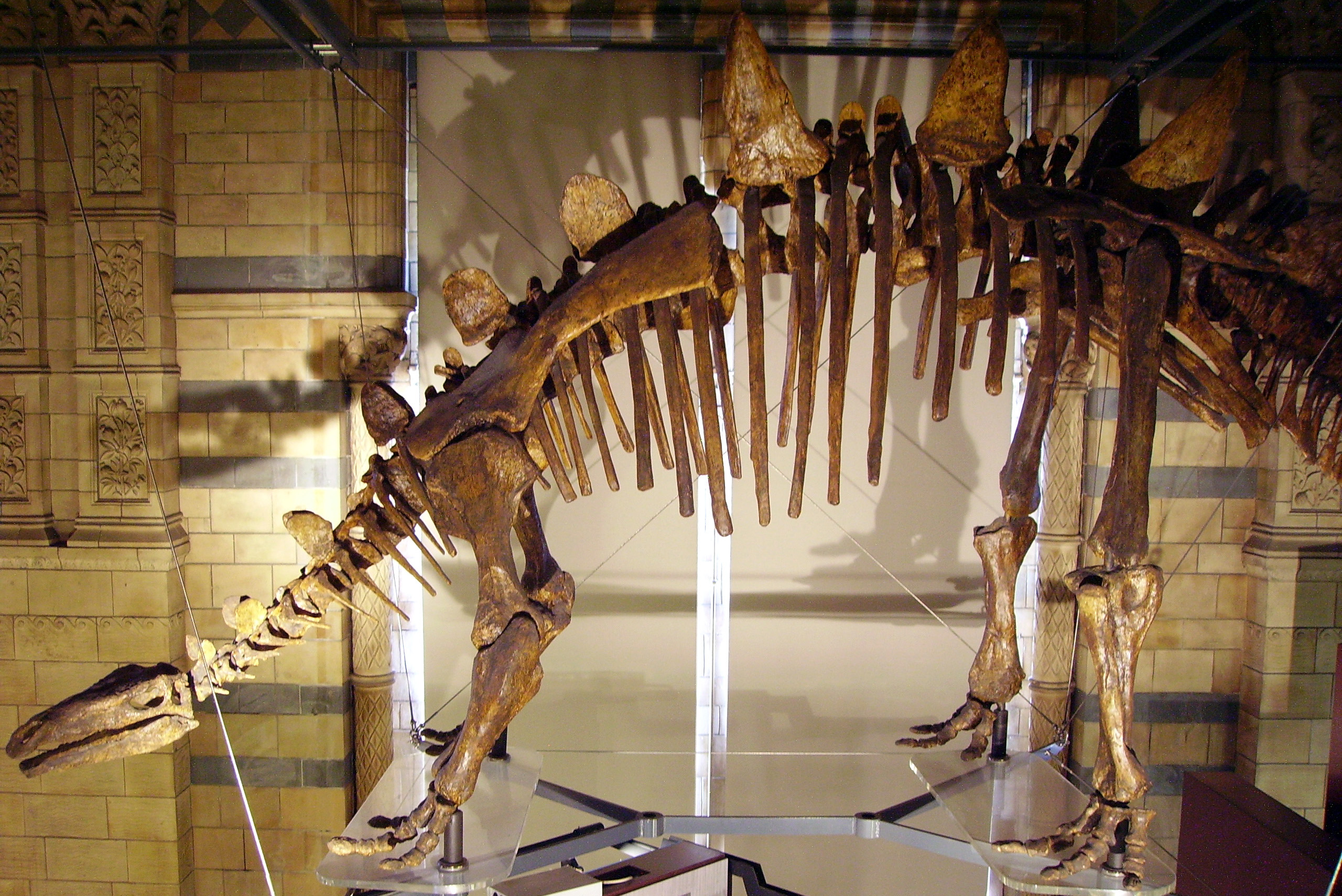
Esqueleto de Tuojiangosaurus.

Tuojiangosaurus fue colocado por Dong en Stegosauridae en 1977, más precisamente en Stegosaurinae. En 2004, un análisis cladístico realizado por Galton recuperó a Tuojiangosaurus en una posición bastante derivada, como una especie hermana de Chialingosaurus. Un análisis de Octávio Mateus, Maidment y Nicolai Christiansen, publicado en 2009, encontró que Tuojiangosaurus cayó fuera de Stegosauridae, aunque su posición exacta en Stegosauria, ya sea como un miembro de ramificación temprana del grupo o una especie de ramificación posterior más cercana a los estegosáuridos, era incierta debido a la naturaleza relativamente fragmentaria de los restos. Un análisis más completo realizado por Raven y Maidment en 2017 encontró que se agrupaba con Huayangosaurus y sus parientes.